# Tom Sawyer (film, 1973)
Pour les articles homonymes, voir Tom Sawyer (homonymie).
Série
Huckleberry Finn
(1974)
Pour plus de détails, voir Fiche technique et Distribution.
Tom Sawyer est un film américain réalisé par Don Taylor en 1973.  Les chansons et le scénario ont été écrites par les frères Sherman. L'orchestration musicale a été par John Williams.  Les frères Sherman et Williams a reçu une nomination aux Oscars pour leurs efforts de collaboration sur ce film.  Tom Sawyer est le premier film américain de l'histoire à remporter le Premier Prix du Festival du Film de Moscou.

## Synopsis
Tom Sawyer est l'histoire d'un garçon qui devient un homme dans les années 1840 aux États-Unis. L'histoire se déroule dans la ville d'Hannibal le Missouri à l'époque où l'esclavage était légal dans cet État. Huckleberry Finn est l'ami de Tom. Tom a aussi une petite amie nommée Becky Thatcher. Lorsque Huckleberry et Tom décident d'enterrer un chat mort à minuit, le duo est témoin d'un assassinat. Au début, les garçons s'enfuient, mais quand Tom apprend que son ami, Muff Potter, est injustement accusé de ce crime, Tom réalise qu'il doit participer en tant que témoin dans le procès de son ami. Quand Tom intervient courageusement pour défendre Muff, c'est à ce moment qu'il commence son chemin vers la virilité. L'histoire est celle d'un garçon qui apprend à prendre la responsabilité de ses actes. De même, il s'agit d'un jeune pays qui va bientôt apprendre à devenir une grande nation.

## Fiche technique
- Titre : Tom Sawyer
- Réalisation : Don Taylor

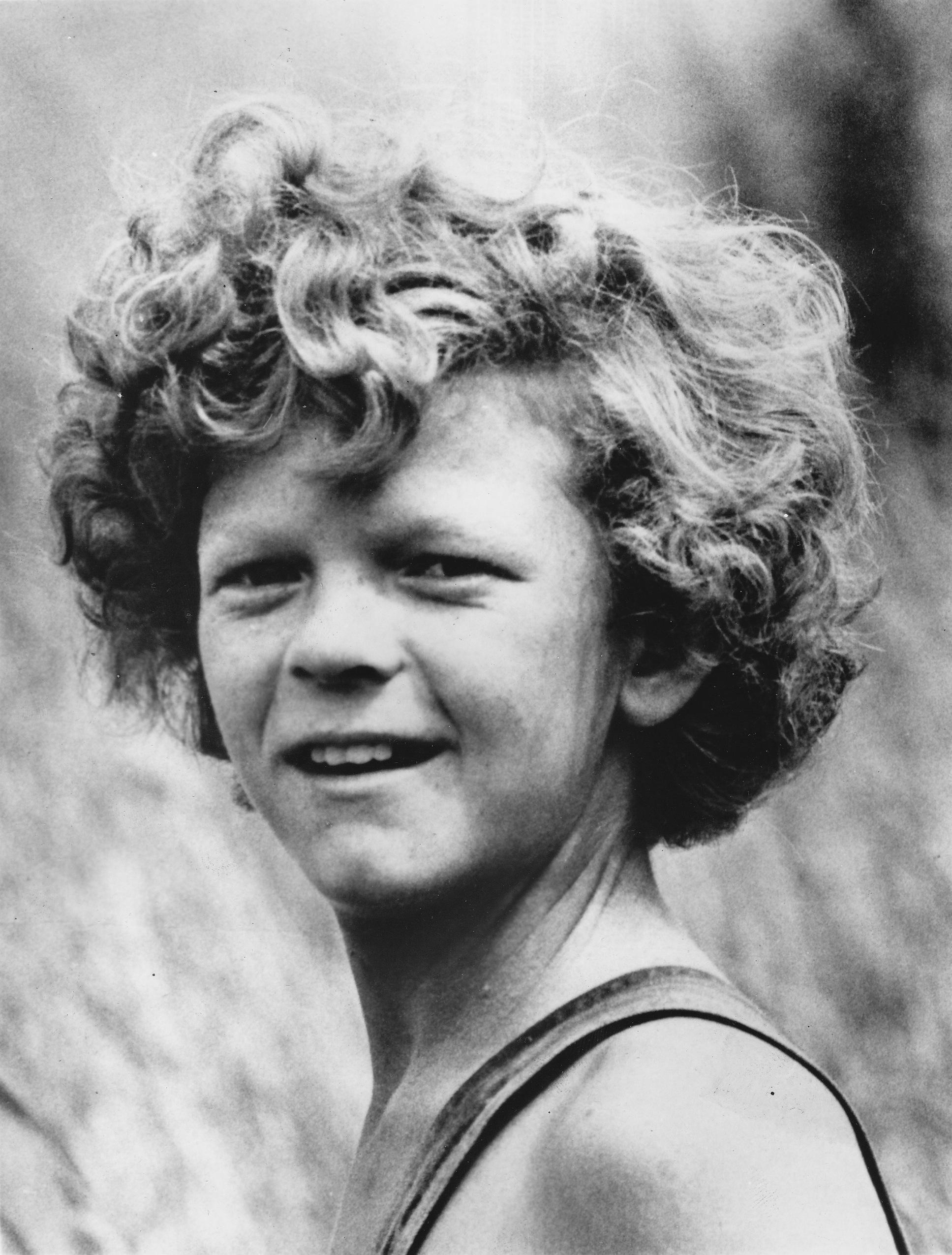
Johnny Whitaker comme Tom Sawyer

- Scénario : Robert B. Sherman et Richard M. Sherman d'après le roman Tom Sawyer de Mark Twain
- Musique : John Williams
- Photographie : Frank Stanley
- Montage : Marion Rothman
- Production : Arthur P. Jacobs
- Société de production : Apjac International
- Société de distribution : United Artists (États-Unis)
- Pays de production :  États-Unis
- Genre : Aventure, drame, historique et film musical
- Durée : 103 minutes
- Date de sortie : 
  - États-Unis : 15 mars 1973

## Distribution

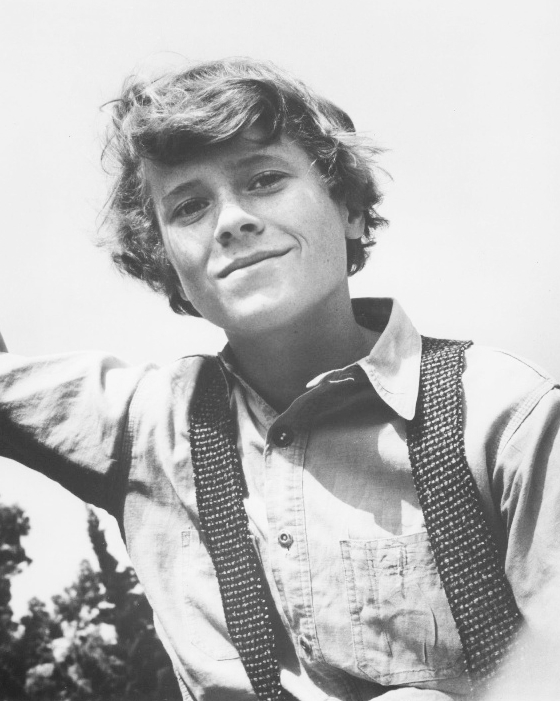
Jeff East comme Huckleberry Finn

- Johnny Whitaker : Tom Sawyer
- Celeste Holm : tante Polly
- Warren Oates : Muff Potter
- Jeff East : Huckleberry Finn
- Jodie Foster : Becky Thatcher
- Lucille Benson : Martha Douglas

## Origine et production
L'histoire de Tom Sawyer avait déjà été adapté en 1938 par David O. Selznick. Le film est souvent considéré à tort comme une production du studio Disney. Parmi les éléments portant à confusion, on peut mentionner que le film met en scène les acteurs Jodie Foster et Johnny Whitaker présents dans la production Disney Napoléon et Samantha (1972), que le parc Disneyland possède une zone dédiée nommée Tom Sawyer Island et que les frères Sherman ont composé des chansons pour le film.